# Лебедева, Ада Павловна
Ада Павловна Лебедева (1892—1918) — революционная деятельница, большевичка, борец за установление Советской власти в Сибири.

## Биография
Родилась в семье ссыльного в деревне Алзамай Иркутской губернии. Провела детство в Енисейске. Училась в Психоневрологическом институте в Санкт-Петербурге.
За революционную деятельность (член партии эсеров) из Петербурга в 1915 году сослана в село Казачинское Енисейской губернии, затем в Минусинск. Во время Первой мировой войны, под влиянием ссыльных большевиков, отстаивает лозунг превращения империалистической войны в гражданскую.
После Февральской революции вместе с мужем Г.Вейнбаумом переехала в Красноярск. Активная участница Февральской и Октябрьской революций в Красноярске. В мае 1917 года, совместно с С. Лазо, Н. Мазуриным и другими, формально входившими в партию социалистов-революционеров, организует первую в Сибири организацию левых социалистов-революционеров (интернационалистов), которая начала издавать свою газету «Интернационалист». Была избрана членом исполнительного комитета Красноярского Совета, являлась делегатом I Средне-Сибирского съезда Советов, организатором сельской Красной гвардии.
После Октябрьской революции — член губернского исполнительного комитета Советов Енисейской губернии, комиссар печати, член ЦИК Советов Сибири. В 1918 году вступила в РСДРП(б). Редактирует «Рабоче-крестьянскую газету» — издание Красноярского Совета, руководит уездным Советом крестьянских депутатов, принимает участие в организации отдела народного образования, выполняет обязанности комиссара печати, выделяясь как прекрасный пропагандист-массовик.
После чехословацкого переворота Лебедева вместе с другими партийными и советскими работниками отступает по р. Енисею к Туруханску. Там отступавших нагоняют отряды белых. Среди других арестованных Лебедеву привозят в Красноярск. 27 июля 1918 года недалеко от мельницы Абалакова были обнаружены изуродованные трупы Лебедевой, Марковского и Печерского.

## Память
В честь Лебедевой названа улица в Красноярске.